# Bastione dei Pescatori

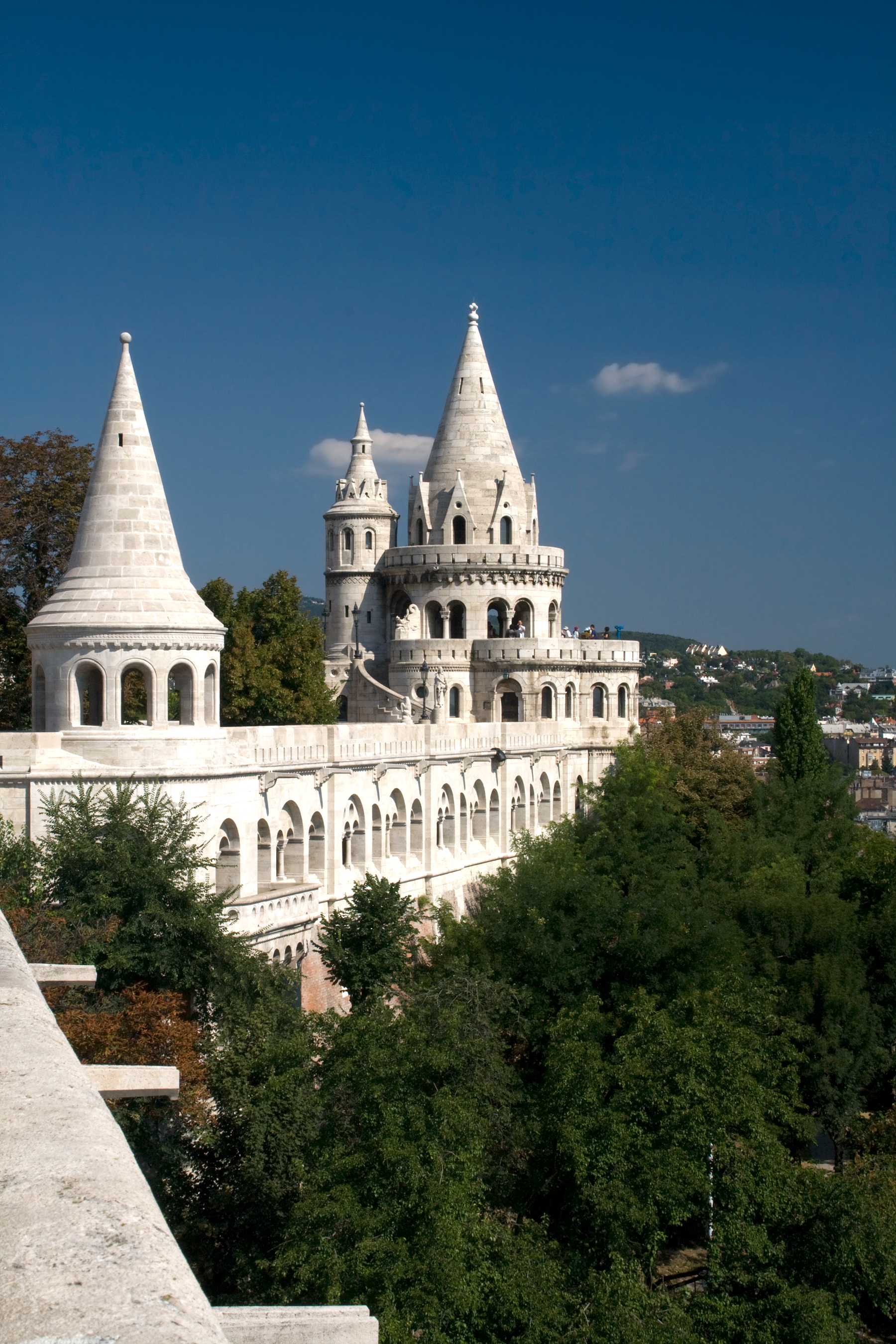
Una delle sette torri del bastione dei Pescatori

Il bastione dei Pescatori (in ungherese Halászbástya) è un bastione in stile neogotico e neoromanico situato sulla riva di Buda del Danubio, sul colle del castello di Budapest vicino alla chiesa di Mattia.

## Storia
È stato progettato e costruito tra il 1895 e il 1902 su disegno di Frigyes Schulek. Tra il 1947-48, il figlio di Frigyes Schulek, János Schulek, ha condotto il progetto di restauro per riparare i danni patiti durante la seconda guerra mondiale.
Dalle torri e dalla terrazza con vista panoramica si può ammirare l'isola Margherita, la zona di Pest e la collina Gellert. Le sue sette torri rappresentano le sette tribù magiare che si insediarono nel bacino dei Carpazi nell'896.
Il bastione prende il nome dalla corporazione dei pescatori che era stata incaricata di difendere questo tratto di mura della città durante il Medioevo.

## Galleria d'immagini

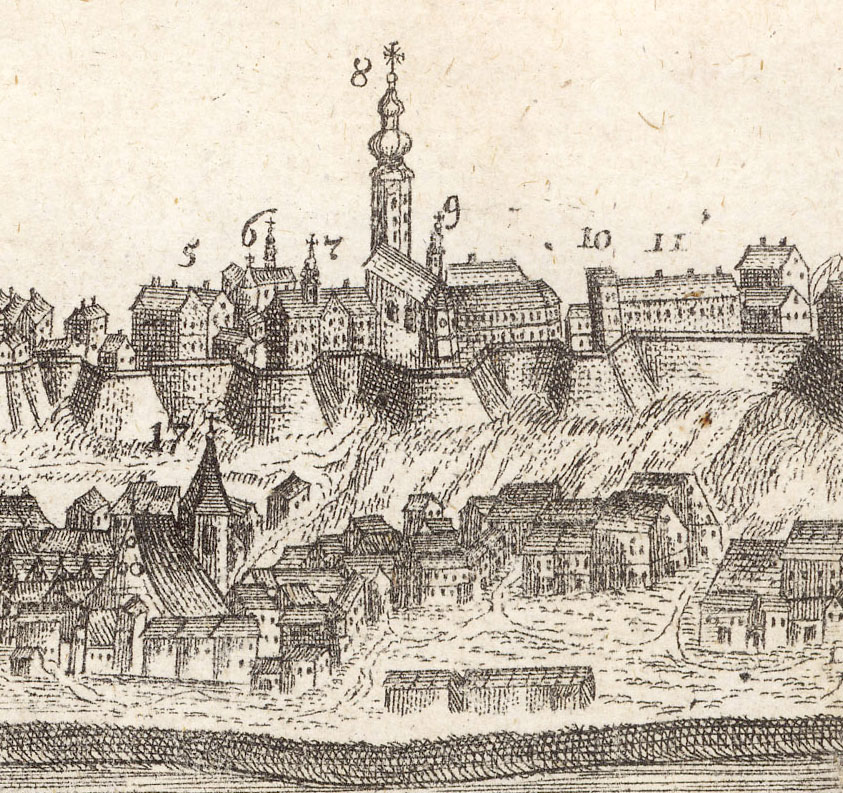
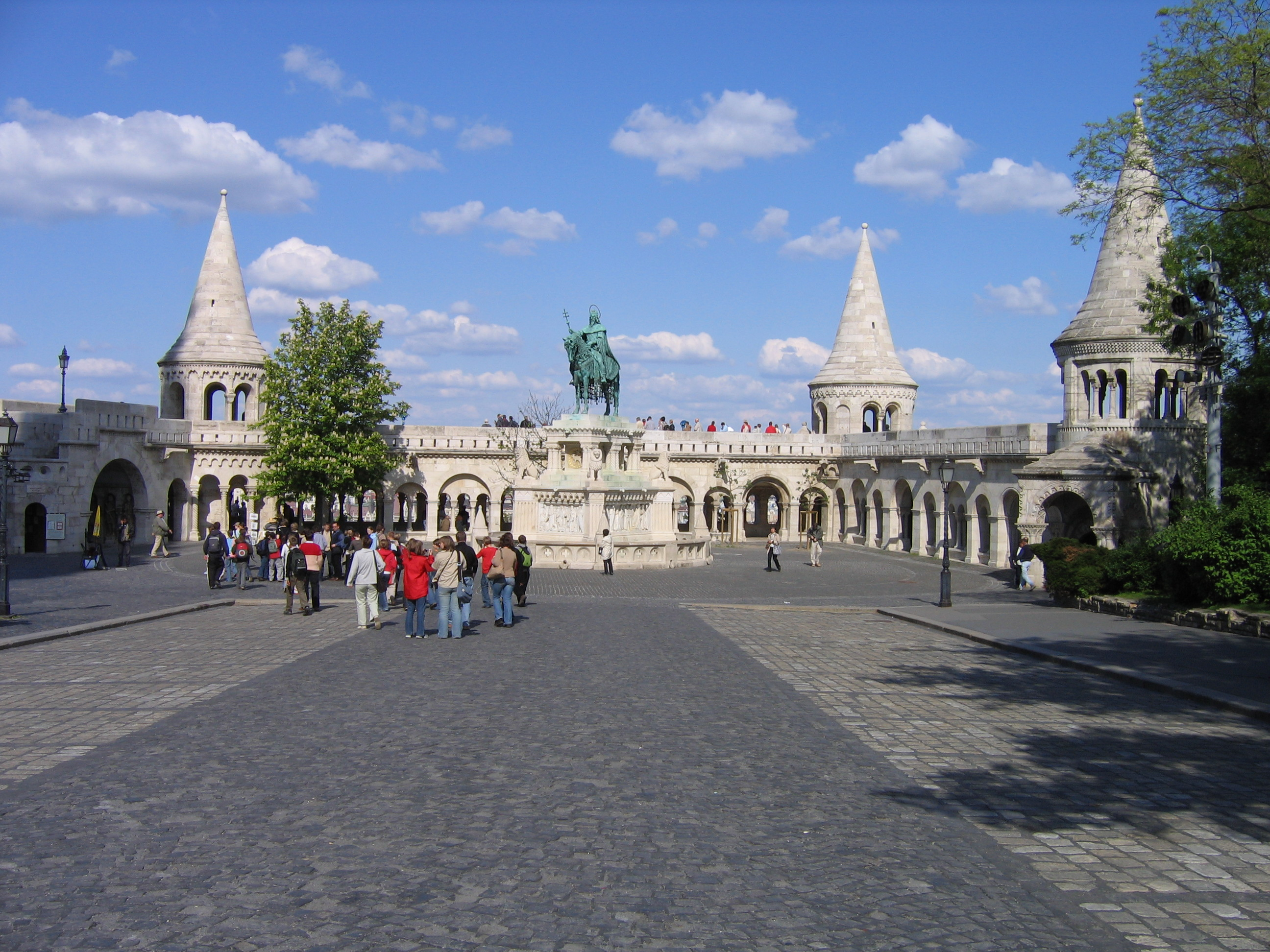
I bastioni con la statua di Stefano I d'Ungheria.
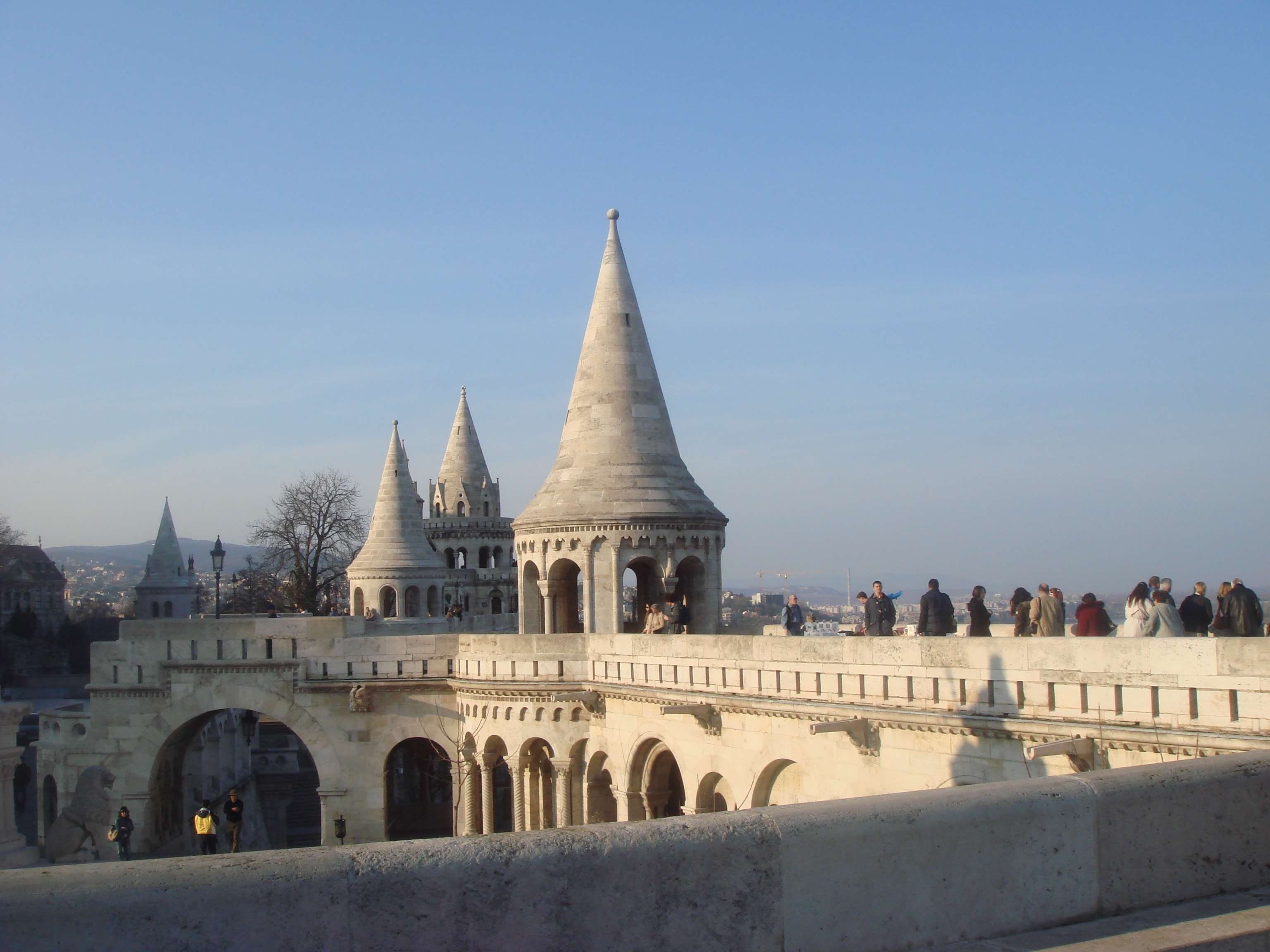
Sopra i bastioni
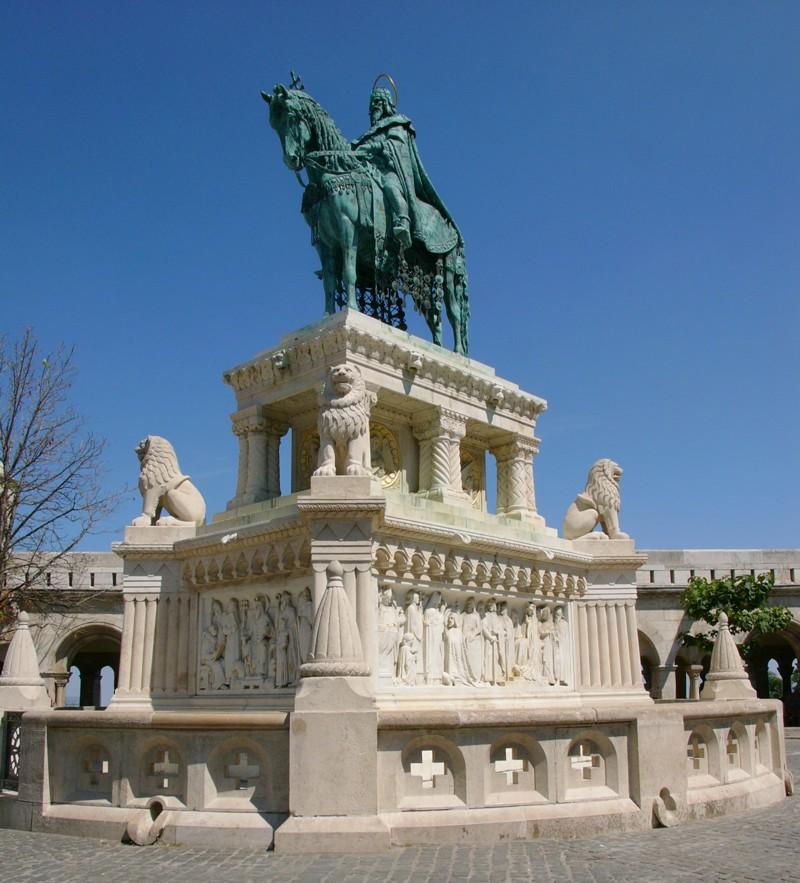
La statua di Stefano I d'Ungheria.
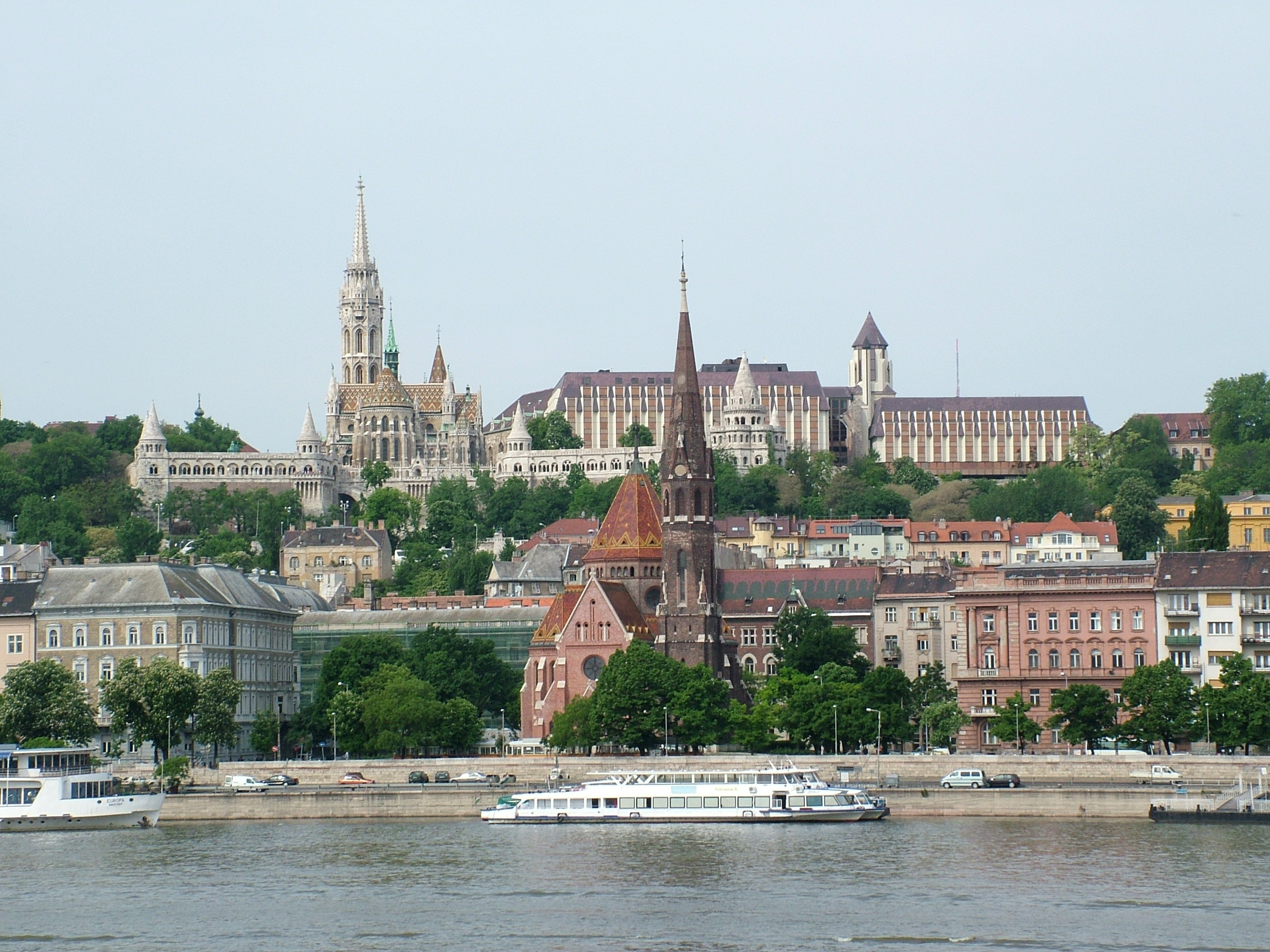
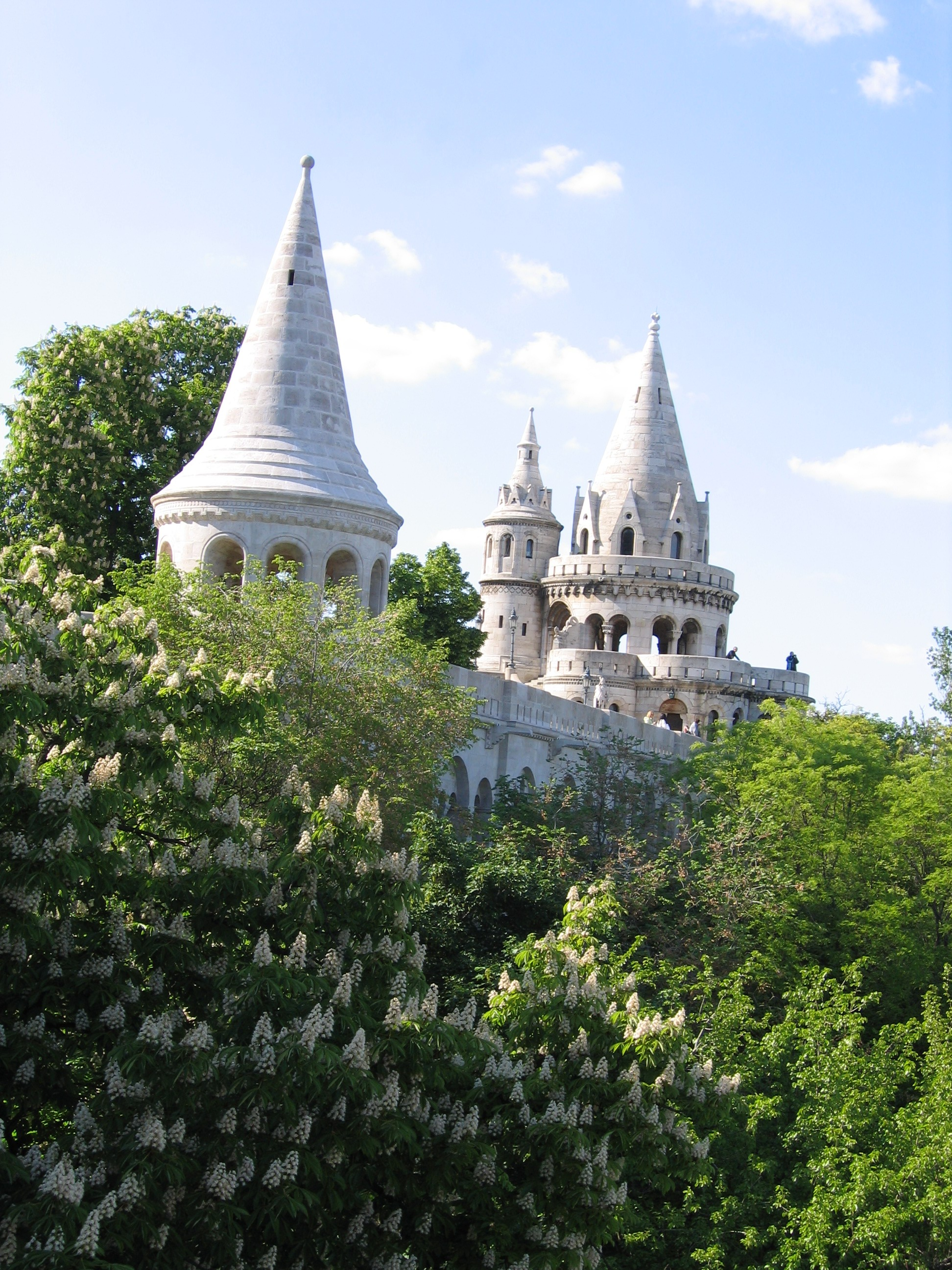
undefined
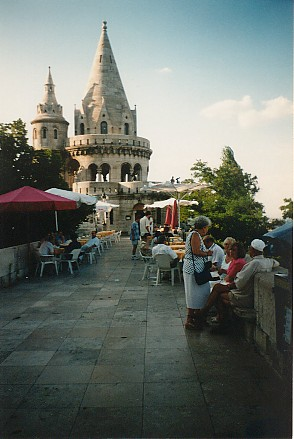
undefined
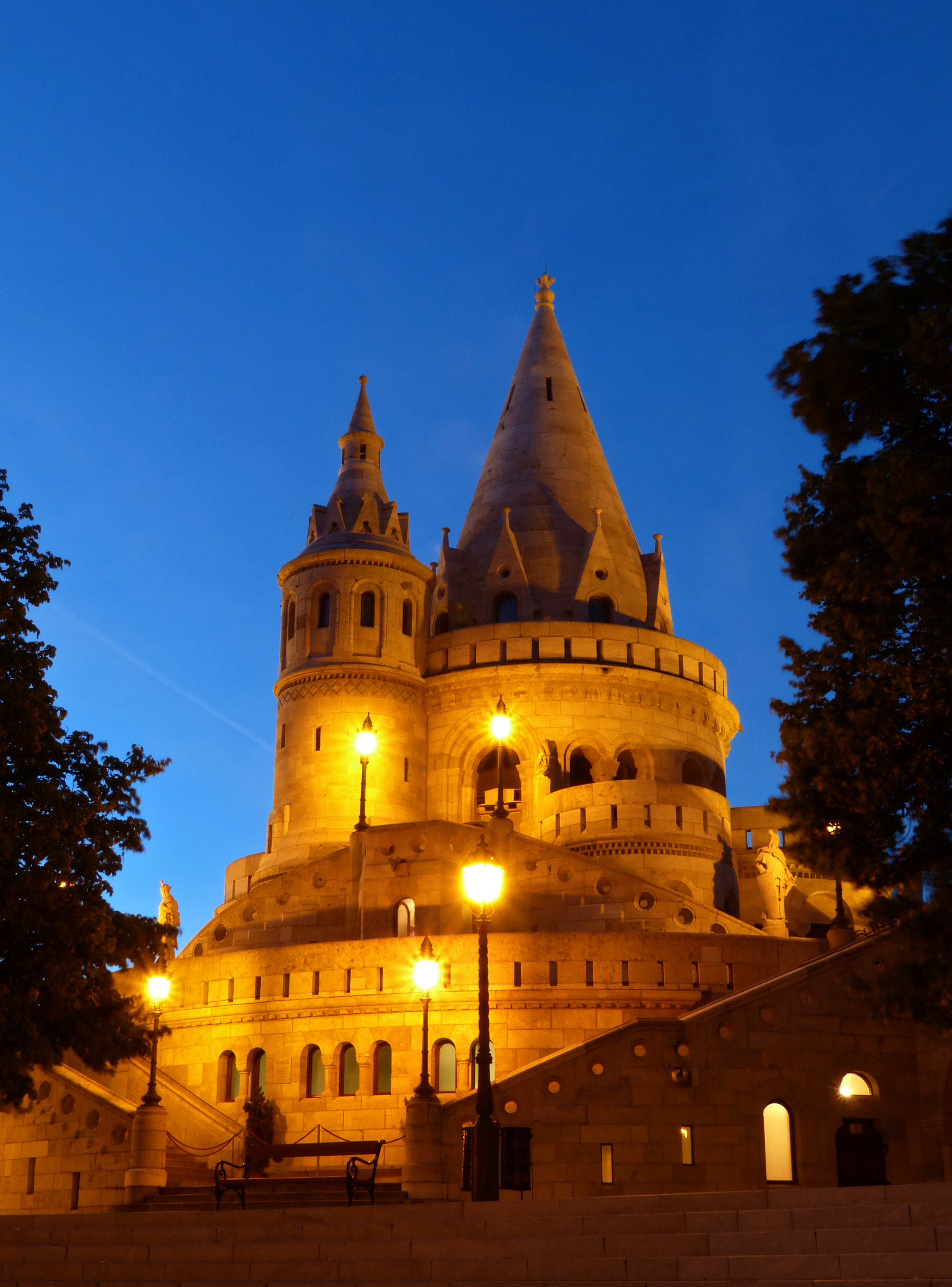
undefined
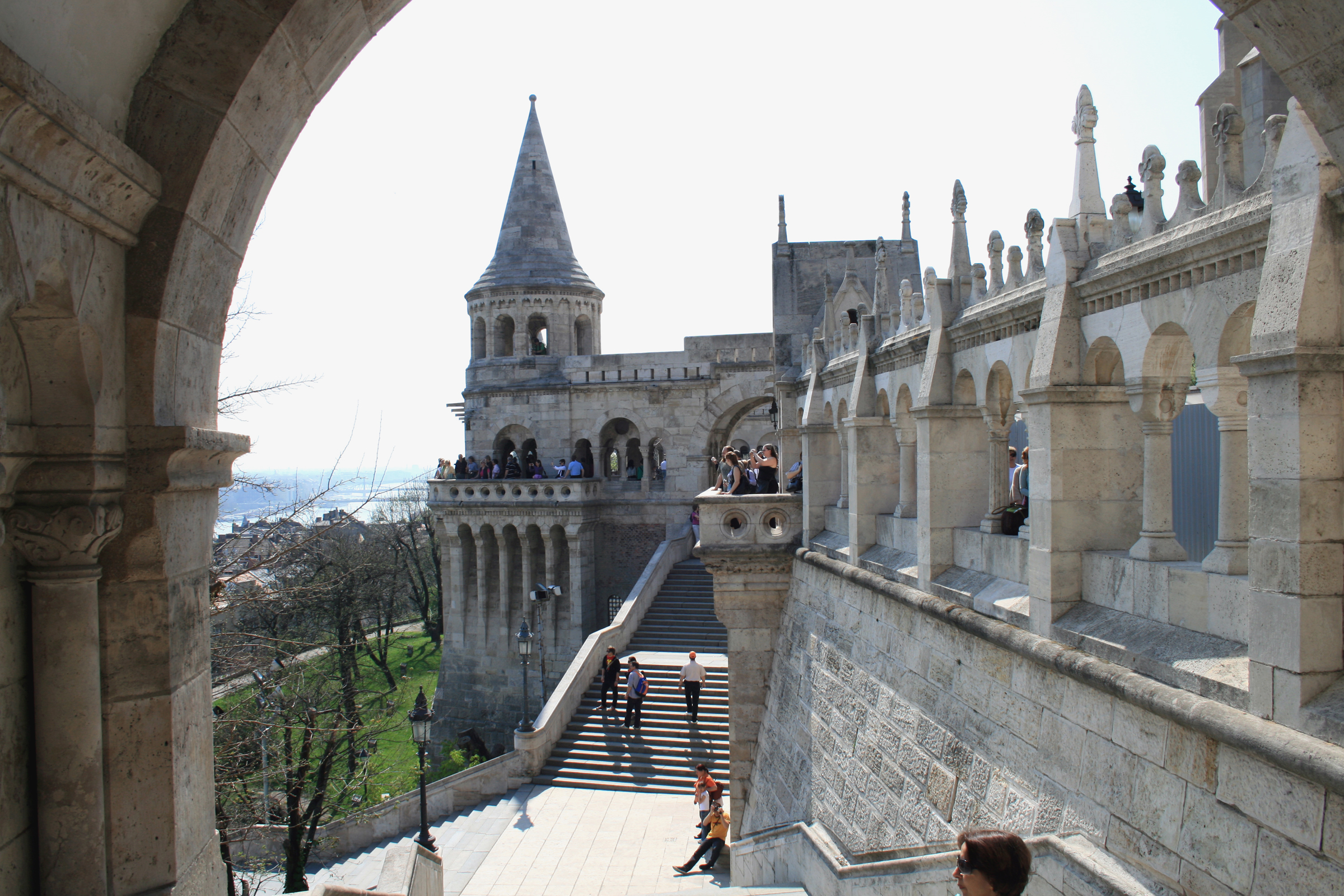
undefined
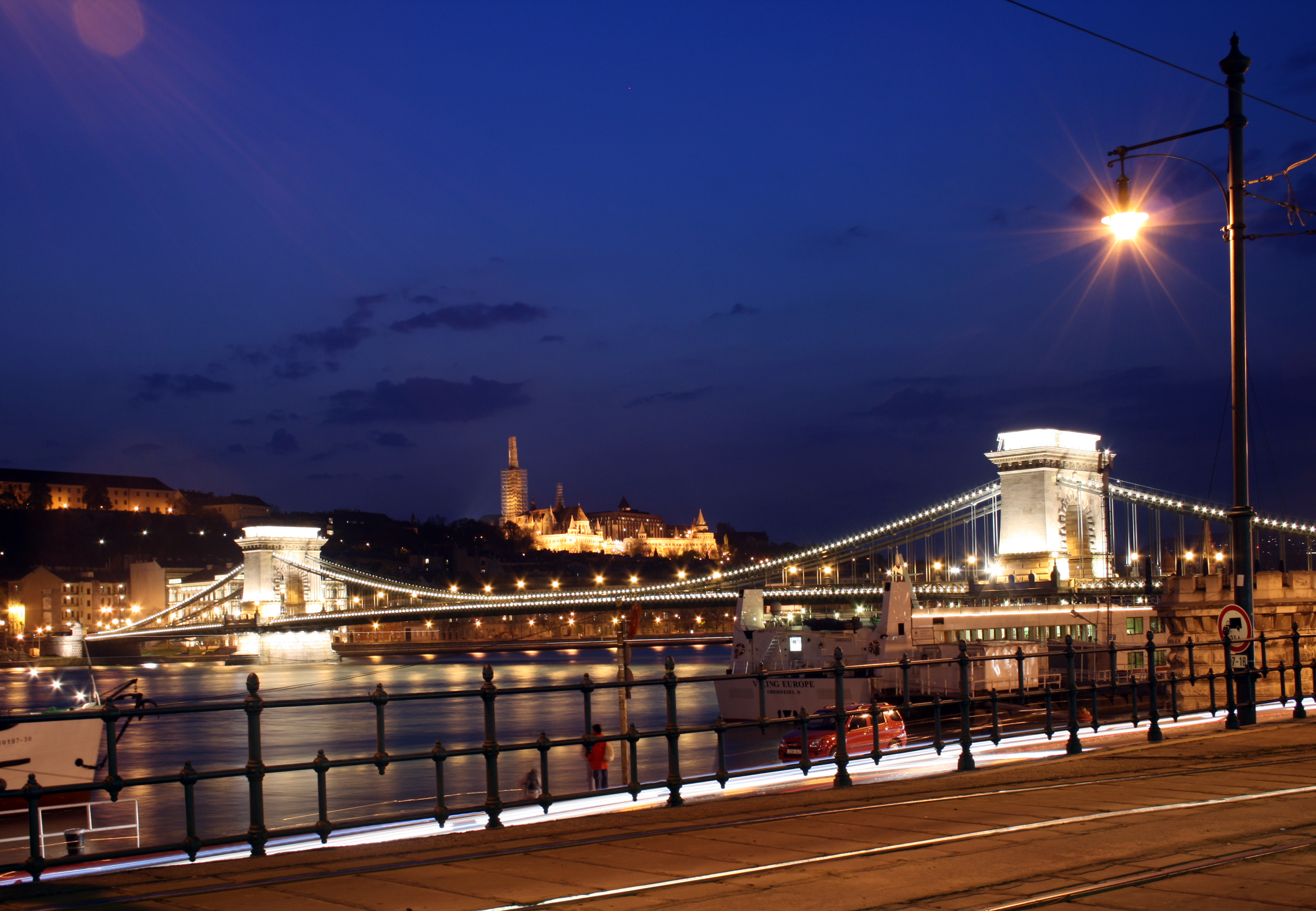
undefined
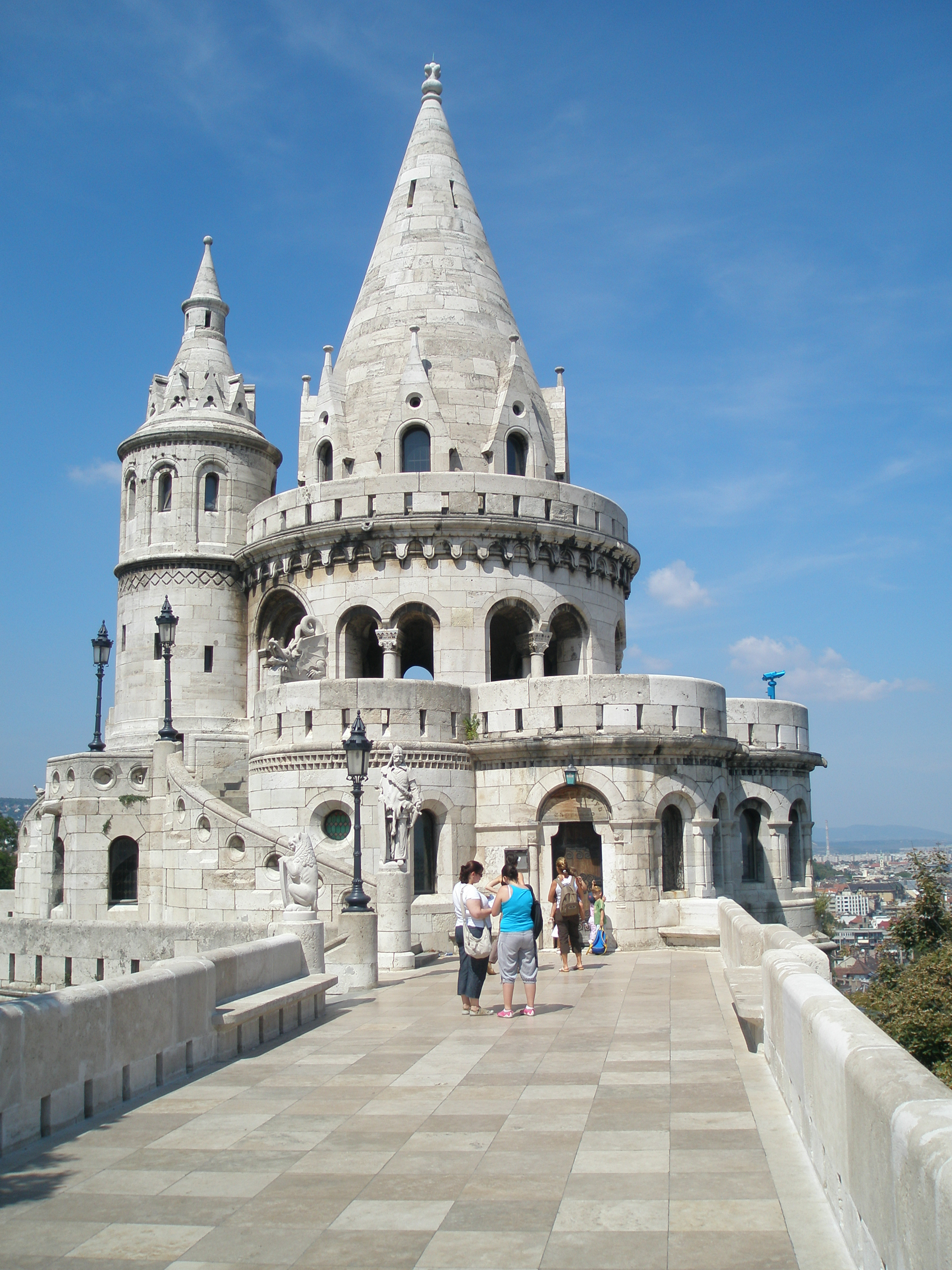
undefined
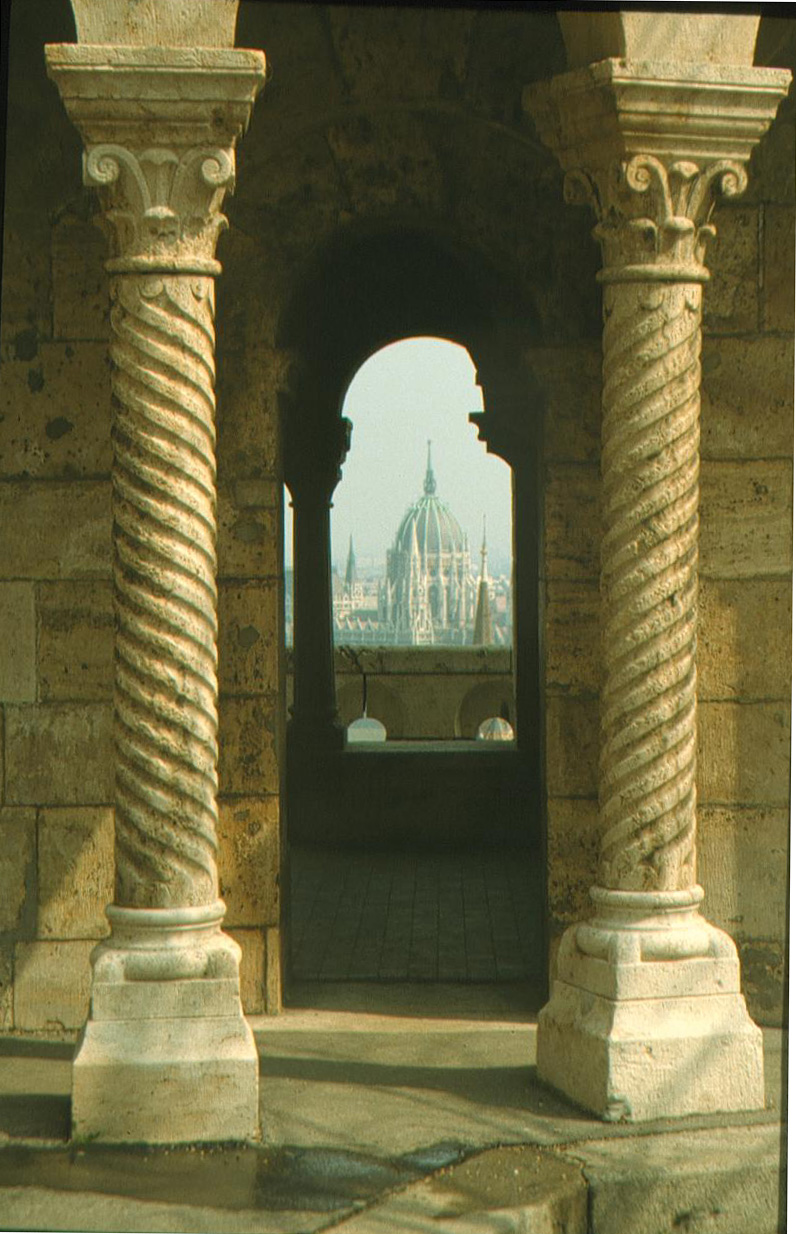
undefined